# 51/13 Aphex Singles Collection
51/13 Aphex Singles Collection (51/13—エイフェックス•シングルズ•コレクション (51/13—Eifekksu Shinguruzu Korekushon)?) es un álbum publicado en 1996 por Aphex Twin que fue editado en Japón y Australia.
"Respect List" fue originalmente publicado en Ventolin como una canción oculta a continuación de "Ventolin (Crowsmengegus Mix)". Una canción basada en carcajadas fue ubicada al comienzo de "Ventolin (Marazanvose Mix Edit)", si bien aparece al final de "Ventolin (Praze-An-Bebble Mix)" en el sencillo Ventolin.

## Lista de canciones
1. "On (US Edit)"
2. "Pancake Lizard"
3. "Ventolin (Crowsmengegus Mix Edit)"
4. "Ventolin (Cylob Mix)"
5. "Donkey Rhubarb"
6. "Ventolin (Deep Gong Mix)"
7. "73 Yips"
8. "Icct Hedral (orquestación Philip Glass)"
9. "Ventolin (Marazavose Mix Edit)"
10. "Ventolin (Asthma Beats Mix)"
11. "Ventolin (Carharrack Mix)"
12. "Respect List"

Notas: El envoltorio clasifica incorrectamente Track #1 como "On" en lugar de "On (US Edit)", y el tema Track #7 como "73-Yips" en lugar de "73 Yips." Track #3 está mal escrito como "Ventolin (Crowsmangegus Mix Edit)" en vez de "Ventolin (Crowsmengegus Mix Edit)", y Track #9 está mal escrito como "Ventolin (Marazavose Mix Edit)" en vez de "Ventolin (Marazanvose Mix Edit)".